# Dalgopus aethiopicus
Dalgopus aethiopicus är en skalbaggsart som beskrevs av Roger Paul Dechambre 2001. Dalgopus aethiopicus ingår i släktet Dalgopus och familjen Dynastidae. Inga underarter finns listade i Catalogue of Life.